# Казлу-Рудское самоуправление
Казлу́-Ру́дское самоуправле́ние (лит. Kazlų Rūdos savivaldybė) — муниципальное образование в Мариямпольском уезде Литвы. Образовано в 2000 году из территорий Мариямпольского района и части Шакяйского района.

## Населённые пункты

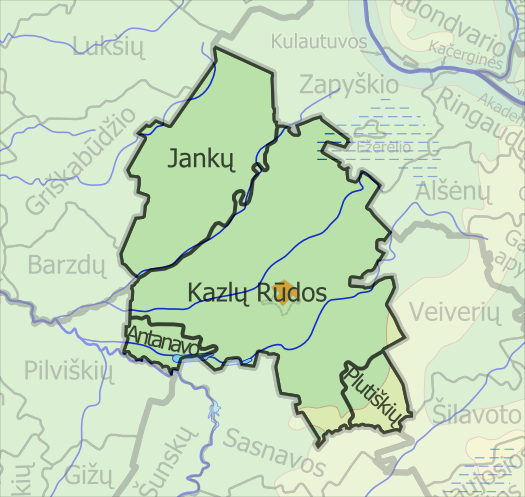
Административное деление Казлу-Рудского самоуправления

- 1 город — Казлу-Руда;
- 183 деревени.

Численность населения (2001):
- Казлу-Руда — 7 401
- Антанавас — 695
- Юре I — 558
- Юре II — 473
- Баготойи — 426
- Янкай — 386
- Ажуолу-Буда — 363
- Бебрулишке — 300
- Плутишкес — 295
- Буда — 233